# کوسیتسینا
کوسیتسینا (به لاتین: Kositsyna) یک منطقهٔ مسکونی در روسیه است که در استان آرخانگلسک واقع شده‌است.